# 于笑虹
于笑虹（1914年—1973年6月），又名于得海、于占魁，男，山东即墨人，中华人民共和国军事人物，中国人民解放军少将。